# Frea proxima
Frea proxima är en skalbaggsart som beskrevs av Stefan von Breuning 1938. Frea proxima ingår i släktet Frea och familjen långhorningar. Inga underarter finns listade i Catalogue of Life.